# Біллі Берк (актор)
Вільям Альберт «Біллі» Берк (англ. William Albert «Billy» Burke; нар. 25 листопада 1966, Беллінгем, Вашингтон, США) — американський актор, сценарист, продюсер. Відомий завдяки грі у серіалах «Країна чудес» («Wonderland»), «24», «Моя команда» («My Boys»), «Революція» («Revolution») та ролі Чарлі Свона в кіноадаптації світового бестселера «Сутінки».

## Дитинство
Вільям Альберт «Біллі» Берк народився 25 листопада 1966 в Беллінгемі, штат Вашингтон. З дев'яти років грав у театральних постановках, ходив у декілька творчих кружків: театр та співи. Будучи підлітком, Біллі був також членом музичної групи.

## Освіта
Біллі Берк (Billy Burke) вивчав драматичне мистецтво в Університеті Західного Вашингтона, після чого вступив працювати до театру «Аннекс», а також в «New City Festival» і «A.H.A. Theater» у Сієтлі.

## Кар'єра
Біллі достатньо довго знімався в серіалі «Нас п'ятеро» (1994—2000), в серіалах «Дівчата Гілмор» і «Карен Сиско». По-справжньому його полюбили після комедії 1998 року «Мафія». Біллі прославився завдяки своїй ролі Чарлі Свона, батька головної героїні у фільмі «Сутінки», роль якої виконала Крістен Стюарт, у 2008 році, і Гаррі Метісона в другому сезоні серіалу «24». До того ж, Берк є одним із «знаменитих облич» на вебсайті онлайн покера «Голлівудський покер» (англ. Hollywood Poker), який запускається разом з «Ongame Network». Щодо приватного життя, відомо лише, що він одружений з акторкою Поліанною Роуз і має доньку Блюузі ЛаРу Берк «Bluesy LaRue Burke».

## Фільмографія
| Рік         | Назва в оригіналі                         | Назва                                | Вид             |  |
| ----------- | ----------------------------------------- | ------------------------------------ | --------------- |  |
| 1990        | Daredreamer                               |                                      | фільм           |  |
| 1991        | To Cross the Rubicon                      |                                      | фільм           |  |
| 1993 — 1999 | Star Trek: Deep Space Nine                | Зірковий шлях: Далекий космос 9      | серіал          |  |
| 1994 — 2000 | Party of Five                             | Нас п'ятеро                          | серіал          |  |
| 1994 — 1995 | All-American Girl                         | Американська дівчина                 | серіал          |  |
| 1995 — 1997 | VR.5                                      | Віртуальна реальність                | серіал          |  |
| 1995 — 1996 | Strange Luck                              | Дивне везіння                        | серіал          |  |
| 1995        | Vanishing Son                             |                                      | серіал          |  |
| 1996        | Gone in the Night                         | Зникла в ночі                        | ТВ              |  |
| 1996        | The Ultimate Lie                          | Найстрашніша брехня                  | ТВ              |  |
| 1996        | Marshal Law                               | Закон шерифа                         | ТВ              |  |
| 1998        | Jane Austen's Mafia!                      | Мафія!                               | фільм           |  |
| 1998        | Without Limits                            | Без межі                             | фільм           |  |
| 1998        | Don't Look Down                           | Боязнь висоти                        | ТВ              |  |
| 1999        | Komodo                                    | Острів жаху                          | відео           |  |
| 1999        | Dill Scallion                             | Дилл Скалліон                        | фільм           |  |
| 2000        | Wonderland                                | Країна чудес                         | серіал          |  |
| 2000 — 2007 | Gilmore Girls                             | Дівчата Гілмор                       | серіал          |  |
| 2000        | The Independent                           | Незалежність                         | фільм           |  |
| 2001        | Along Came a Spider                       | І прийшов павук                      | фільм           |  |
| 2001        | Final Jeopardy                            | Кінцевий ризик                       | ТВ              |  |
| 2001 — 2010 | 24                                        | 24                                   | серіал          |  |
| 2001        | After Image                               | За межею смерті                      | фільм           |  |
| 2002 — 2009 | Monk                                      | Дефективний детектив                 | серіал          |  |
| 2002        | Flashpoint                                | Вогнище напруженості                 | ТВ              |  |
| 2003        | Lost Junction                             | Втрачений перехід                    | фільм           |  |
| 2003 — 2004 | Karen Sisco                               | Карен Сиско                          | серіал          |  |
| 2003        | Something More                            | Дещо більше                          | короткометражка |  |
| 2004        | The Jury                                  | Присяжні                             | серіал          |  |
| 2004        | Ladder 49                                 | Вогняна драбина                      | фільм           |  |
| 2005 — 2012 | The Closer                                | Шукач                                | серіал          |  |
| 2006 — 2010 | My Boys                                   | Моя команда                          | серіал          |  |
| 2007        | Three Days to Vegas                       | Три дні до Вегасу                    | фільм           |  |
| 1990 — 2010 | Law & Order                               | Закон і порядок                      | серіал          |  |
| 2007        | Fracture                                  | Перелом                              | фільм           |  |
| 2007        | Feast of Love                             | Свято кохання                        | фільм           |  |
| 2007        | Backyards & Bullets                       |                                      | ТВ              |  |
| 2007        | Forfeit                                   | Розплата                             | фільм           |  |
| 2008        | Untraceable                               | Не залишаючий сліду                  | фільм           |  |
| 2008 — 2013 | Fringe                                    | Грань                                | серіал          |  |
| 2008        | Twilight                                  | Сутінки                              | фільм           |  |
| 2008        | The Grift                                 | Кидалы                               | фільм           |  |
| 2009        | The Twilight Saga: New Moon               | Сутінки. Сага. Новолуння             | фільм           |  |
| 2010—2016   | Rizzoli & Isles                           | Риццоли и Айлс                       | серіал          |  |
| 2010        | Ticket Out                                | Погоня                               | фільм           |  |
| 2010        | The Twilight Saga: Eclipse                | Сутінки. Сага. Затемнення            | фільм           |  |
| 2010        | David and Goliath                         | Давид та Голіаф                      | короткометражка |  |
| 2010        | Removal                                   | Зачистка                             | фільм           |  |
| 2010        | Drive Angry                               | Божевільна їзда                      | фільм           |  |
| 2010        | Luster                                    | Ворог у відображенні                 | фільм           |  |
| 2011        | The Twilight Saga: Breaking Dawn — Part 1 | Сутінки . Сага . Світанок: Частина 1 | фільм           |  |
| 2011        | Red Riding Hood                           | Червона Шапочка                      | фільм           |  |
| 2012        | The Twilight Saga: Breaking Dawn — Part 2 | Сутінки . Сага . Світанок: Частина 2 | фільм           |  |
| 2012 — 2014 | Revolution                                | Революція                            | серіал          |  |
| 2012        | Freaky Deaky                              | Смерть зі спецеффектами              | фільм           |  |
| 2013        | Highland Park                             | Парк Хайленд                         | фільм           |  |
| 2014        | Angels in Stardust                        | Ісус в ковбойських черевиках         | фільм           |  |
| 2015        | Divine Access                             |                                      | фільм           |  |
| 2015—2017   | Zoo                                       | Звіринець                            | серіал          |  |
| 2016        | Good After Bad                            |                                      | фільм           |  |

### Сценарист
| Рік  | Назва в оригіналі | Назва                   | Вид             |
| ---- | ----------------- | ----------------------- | --------------- |
| 2004 | Dead & Breakfast  | Смерть за прейскурантом | розповідь       |
| 2003 | Something More    | Дещо більше             | короткометражка |

### Продюсер
| Рік  | Назва в оригіналі | Назва       | Вид             |
| ---- | ----------------- | ----------- | --------------- |
| 2003 | Something More    | Дещо більше | короткометражка |